# Період Камакура
Період Камакура (яп. 鎌倉時代, камакура дзідай) — період в історії Японії з 1185 по 1333 роки. Тривав від часу заснування сьоґунату Камакура до його ліквідації опозиційними силами й проведення монархічної реставрації Кемму. 
Назва періоду походить від міста Камакура, головної резиденції сьоґунів і політично-адміністративного центра самурайського уряду 12 — першої половини 14 століття. 
Період Камакура характеризувався утвердженням самурайства на позиціях панівної еліти країни, появою перших японських шкіл дзен-буддизму (Хонен, Сінран, Доґен, Нітірен), діяльністю філософа і літератора Мудзю, диктатурою сіккенів Ходзьо і відбиттям монгольських вторгнень до Японії.